# Stefanie Gerstenberger
Stefanie Gerstenberger (* 1965 in Melle) ist eine deutsche Romanautorin.

## Leben
Nach einem abgebrochenen Studium (Deutsch und Sport auf Lehramt) begann Gerstenberger eine Lehre zur Hotelfachfrau in München. Nachdem sie einige Jahre zum Teil im Ausland (u. a. Elba und Sizilien) verbracht hatte, kam sie 1993 nach Köln, wo sie sieben Jahre lang als Requisiteurin arbeitete. In dieser Zeit lernte sie ihren Mann kennen und bekam zwei Kinder.
Seit 2015 schreibt sie zusammen mit ihrer Tochter Marta Martin auch Jugendbücher, die im Arena Verlag erscheinen.
2019 hat sie gemeinsam mit Susanne Göhlich (Illustratorin) ihr erstes Bilderbuch im Fischer Sauerländer Verlag veröffentlicht.
Seit 2020 erscheinen auch ihre Kinder- und Jugendbücher im Fischer Verlag.

## Werke

### Italienische Romane
- Das Limonenhaus, 2009, Diana Verlag, ISBN 978-3-453-35428-9.
- Magdalenas Garten, 2010. Diana Verlag, ISBN 978-3-453-29103-4.
- Oleanderregen, 2012. Diana Verlag, ISBN 978-3-453-29125-6.
- Orangenmond, 2013. Diana Verlag, ISBN  978-3-453-29127-0.
- Das Sternenboot, 2015. Diana Verlag, ISBN 978-3-453-29160-7.
- Piniensommer, 2017. Diana Verlag, ISBN 978-3-453-29161-4.
- Gelateria Paradiso, 2019[4]. Diana Verlag, ISBN 978-3-453-29217-8.
- Bella Musica, 2021[5]. Diana Verlag, ISBN 978-3-453-36091-4.

### Jugendbücher
- Zwei wie Zucker und Zimt (mit Marta Martin), 2015, Arena, ISBN 978-3-401-60129-8.
- Muffins und Marzipan (mit Marta Martin), 2016, Arena, ISBN 978-3-401-51101-6.
- Summer Switch: Und plötzlich bin ich du!  (mit Marta Martin), 2017, Arena, ISBN 978-3-401-60324-7.
- Ava und der Junge in Schwarz-Weiß (mit Marta Martin), 2018, Arena, ISBN 978-3-401-60411-4.
- Blind Date in Paris: Wie sieht Liebe aus? (mit Marta Martin) 2019[6], Arena, ISBN 978-3-401-60480-0.
- Plötzlich vertauscht, 2022[7], Fischer Sauerländer, ISBN 978-3-7373-4193-6.
- Emmas Herzdilemma, 2024[8], Fischer Sauerländer, ISBN 978-3-7373-4362-6.

### Kinderbücher
- Die Wunderfabrik – Keiner darf es wissen! 2020[9], Fischer Sauerländer, ISBN 978-3-7373-4190-5.
- Die Wunderfabrik – Nehmt Euch in Acht! 2020[10], Fischer Sauerländer, ISBN 978-3-7373-4191-2.
- Die Wunderfabrik – Jetzt erst recht! 2021[11], Fischer Sauerländer, ISBN 978-3-7373-4192-9.

### Bilderbücher
- Ärgere niemals einen Elefanten (mit Susanne Göhlich) 2019[12], Fischer Sauerländer, ISBN 978-3-7373-5691-6.
- Paul wartet auf Weihnachten (mit Susanne Göhlich) 2021[13], Fischer Sauerländer, ISBN 978-3-7373-5850-7

## Auszeichnungen
Mit Das Limonenhaus, Oleanderregen und Das Sternenboot erreichte Gerstenberger drei Mal den zweiten Platz bei der Vergabe des DeLiA-Preises.